# AB O. Mustad & Son
AB O. Mustad & Son är ett svenskt företag, som tidigare var dotterbolag till norska O. Mustad & Søn AS.
Norska O. Mustad & Søn AS grundades 1832 av Hans Skikkelstad (1789-1843) som "Brusveen Spiger- og Staaltraadfabrikk" utanför Gjøvik i Norge. Bolaget fick namnet O. Mustad och senare O. Mustad & Søn AS efter Ole Mustad (1810-1884) och dennes son Hans Mustad (1837-1918).
Det norska bolaget började hästskosömtillverkning 1898 i dåvarande Katrineholms bruk (nuvarande Mustadfors bruk vid Dals Långed. År 1904 grundades det svenska dotterbolaget AB O. Mustad & Son samt Mustads margarinfabrik i Mölndal. 
År 1912 övertog AB O. Mustad & Son brittiska "United Horse Shoe and Nail Co":s hästskosömsfabrik i Örgryte i Göteborg. Omkring 1920 tog Mustad över Göteborgs Bult- & Nagelfabriks AB i Lundby i Göteborg och 1915 köptes hästskosömtillverkaren Bäckefors bruk i Dalsland, vars verksamhet lades ned 1918.
År 1961 blev det göteborgska företaget fristående och tog 1963 namnet Joh. Mustad AB. Företaget ägde då Göteborgs Bult- & Nagelfabriks AB, vilket såldes 1983 till Bulten AB. Namnet har senare ändrats tillbaka till AB O. Mustad & Son och ägs av Halfdan Mustad via Halfdan AS i Norge.
AB O. Mustad & Son är numera ett handels- och fastighetsföretag med 35 anställda.